# Næs (Sandager Sogn)
 For alternative betydninger, se Næs. (Se også artikler, som begynder med Næs)
Næs eller Sandager Næs en lille halvø i Sandager Sogn umiddelbart syd for Emtekær Nor, cirka 8 km nord for Assens på Fyn.
Arkitekten Hans Næss blev født på Næs.